# فولکس‌واگن روتان
فولکس‌واگن روتان (Volkswagen Routan) خودرویی است که از سال ۲۰۰۸ تا کنون تولید شده‌است.
این خودرو در کلاس مینی‌ون قرار گرفته و است. سیستم جعبه‌دندهٔ آن ۶ دنده به صورت خودکار است.